# جوستين والكر
جوستين والكر (بالإنجليزية: Justin Walker)‏ (6 سبتمبر 1975 نوتنغهام المملكة المتحدة - ) هو لاعب كرة قدم بريطاني يلعب كلاعب وسط.

## روابط خارجية
- جوستين والكر على موقع قاعدة بيانات كرة القدم.إي يو (الإنجليزية)
- جوستين والكر على موقع Soccerbase.com (لاعب) (الإنجليزية)
- جوستين والكر على موقع Soccerway.com (الإنجليزية)
- جوستين والكر على موقع عالم كرة القدم.نت (الإنجليزية)